# Coulobres

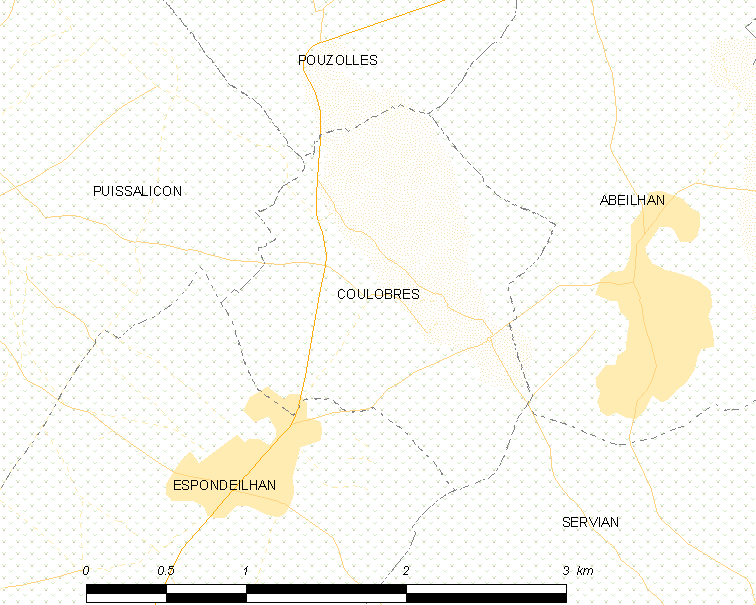
Mapa de Coulobres.

 Coulobres   (en idioma occitano Colòbres) es una población y comuna francesa, situada en la región de Occitania, departamento de Hérault, en el distrito de Béziers y cantón de Pézenas.

## Demografía
| 192 | 193 | 152 | 193 | 202 | 229 | 381 |
| Para los censos de 1962 a 1999 la población legal corresponde a la población sin duplicidades (Fuente: INSEE [Consultar]) |     |     |     |     |     |     |